# Leslie Phillips
Leslie Samuel Phillips, CBE (Londres, 20 de abril de 1924 – 7 de novembro de 2022) foi um ator britânico nascido na Inglaterra. Ficou conhecido pelo fato de dublar o Chapéu Seletor na série de filmes Harry Potter.
Phillips morreu em 7 de novembro de 2022, aos 98 anos.

## Filmografia parcial
- Train of Events (1949)
- Pool of London (1951)
- The Galloping Major (1951)
- The Sound Barrier (1952)
- The Limping Man (1953)
- The Fake (1953)
- As Long as They're Happy (1955)
- Value for Money (1955)
- The Gamma People (1956)
- The Big Money (1956)
- Brothers in Law (1957)
- Les Girls (1957)
- The Smallest Show on Earth (1957)
- The Barretts of Wimpole Street (1957)
- High Flight (1957)
- Just My Luck (1957)
- I Was Monty's Double (1958)
- Carry On Nurse (1959)
- The Angry Hills (1959)
- Carry On Teacher (1959)
- The Man Who Liked Funerals (1959)
- The Navy Lark (1959)
- Night We Dropped a Clanger (1959)
- This Other Eden (1959)
- Ferdinando I, re di Napoli (1959)
- Carry On Constable (1960)
- Doctor in Love (1960)
- Inn for Trouble (1960)
- No Kidding (1960)
- Please Turn Over (1960)
- In the Doghouse (1961)
- Raising the Wind (1961)
- Watch Your Stern (1961)
- A Weekend with Lulu (1961)
- Very Important Person (1961)
- The Longest Day (1962)
- Crooks Anonymous (1962)
- The Fast Lady (1962)
- Father Came Too! (1963)
- You Must Be Joking! (1965)
- Doctor in Clover (1966)
- Maroc 7 (1967)
- Doctor in Trouble (1970)
- Some Will, Some Won't (1970)
- The Magnificent Seven Deadly Sins (Gluttony segment) (1971)
- Not Now, Darling (1972)
- Don't Just Lie There, Say Something! (1973)
- Spanish Fly (1975)
- Not Now, Comrade (1975)
- Out of Africa (1985)
- Monte Carlo (1986)
- Empire of the Sun (1987)
- Scandal (1989)
- Mountains of the Moon (1990)
- King Ralph (1991)
- Carry on Columbus (1992)
- The Changeling (1993)
- Das Karussell des Todes (1995)
- August (1996)
- Caught in the Act (1996)
- The Jackal (1997)
- The Orgasm Raygun (1998) (voz)
- Saving Grace (2000)
- Lara Croft: Tomb Raider (2001)
- Harry Potter and the Philosopher's Stone (2001) (voz)
- Arthur's Amazing Things (2002) (voz)
- Harry Potter and the Chamber of Secrets (2002) (voz)
- Thunderpants (2002)
- Churchill: The Hollywood Years (2004)
- Millions (2004)
- Venus (2006)
- Is There Anybody There? (2009)
- Harry Potter and the Deathly Hallows – Part 2 (2011) (voz)
- Death (2012)